# 等密度遠心法
等密度遠心分離（とうみつどえんしんぶんり、英: isopycnic centrifugation）は、遠心をかけて物質を分離する技術。
溶液中のDNAを遠心分離し、遠心力と分散力によって遠心管中に濃度勾配（すなわち密度勾配）を作り出す。この溶液を使ってDNAを遠心分離すると、DNAの各断片は溶液中で密度の等しい部分にそれぞれ移動する。この現象を利用し、密度の異なるDNAを分離することができる。
例えばメセルソン-スタールの実験ではまず窒素15を含む培地で培養した大腸菌を窒素14からなる培地で培養し、新たに合成されるDNAがどちらをどれだけ含むものになるかをこの方法で測定し、その結果から半保存的複製が行われていることを証明した。